# Iranopetalum nematogonum
Iranopetalum nematogonum är en mångfotingart som beskrevs av Carl Graf Attems 1951. Iranopetalum nematogonum ingår i släktet Iranopetalum och familjen Caspiopetalidae. Inga underarter finns listade i Catalogue of Life.